# 壺菌綱
壺菌綱（學名：Chytridiomycetes）是真菌下的一綱。它們可以分佈在土壤、淡水及鹹水河口中。它們是原始的真菌，最初是在英國的瑞尼燧石中發現。最年它們的分類重新編排，排除了Neocallimastigomycota及Monoblepharidomycetes及將它們分別提升為門及其姊妹綱。又將擬油壺菌屬及Hypochytrium分類在其下。
壺菌綱是壺菌門下的主要綱，會造成如水蚤屬及兩棲類等生物的寄生性感染，

## 下级分类
本纲包括以下目：
- 壶菌目 Chytridiales
- Cladochytriales
- Olpidiales
- Polychytriales
- Rhizophlyctidales
- Spizellomycetales
- Zygophlyctidales

目的地位未定的科：
- Zygorhizidiaceae

目和科的地位未定的属：
- Bertramia Mesnil & Caullery, 1897
- Endospora A.Scherffel, 1925
- Hyaloraphidium Pascher & Korshikov, 1931
- Piromonas E.Liebetanz, 1910
- Sphaeromonas E.Liebet.
- Tetrachytrium N.Sorokin, 1874
- Zygochytrium N.Sorokin, 1874